# Несломен
„Несломен“ (на английски: Unbroken) е американски филм от 2014 г., режисиран от Анджелина Джоли. Сценарият, написан от братя Коен, Ричард Лагравенезе и Уилям Никълсън, е базиран на едноименната книга на Лаура Хиленбранд.

## Актьорски състав
| Актьор        | Роля                |
| ------------- | ------------------- |
| Джак О'Конъл  | Луи Замперини       |
| Донал Глийсън | Ръсел Филипс        |
| Гарет Хедлънд | Джон Фицджералд     |
| Мияви         | Муцухиро Уатанабе   |
| Фин Уитрок    | Франсис Макнамара   |
| Джай Кортни   | Чарлтън Хю Къпърнел |

## Награди и номинации
| Категория                             | Номиниран(и)                          | Резултат                    |
| Оскар (22 февруари 2015 г.)           | Оскар (22 февруари 2015 г.)           | Оскар (22 февруари 2015 г.) |
| ------------------------------------- | ------------------------------------- | --------------------------- |
| Най-добра кинематография              | Роджър Дийкинс                        | номинация                   |
| Най-добър звук                        | Най-добър звук                        | номинация                   |
| Най-добър звуков монтаж               | Най-добър звуков монтаж               | номинация                   |
| Сатурн (25 юни 2015 г.)               |                                       |                             |
| Най-добър екшън или приключенски филм | Най-добър екшън или приключенски филм | награда                     |
| Най-добър филмов монтаж               | Уилям Голденбърг и Тим Скуайърс       | номинация                   |
| Емпайър (29 март 2015 г.)             |                                       |                             |
| Най-добър мъжки дебют                 | Джак О'Конъл                          | номинация                   |